# Steinmühle (Oberschwarzach)
Steinmühle ist ein Gemeindeteil des Marktes Oberschwarzach im unterfränkischen Landkreis Schweinfurt in Bayern. Steinmühle liegt in der Gemarkung Oberschwarzach.

## Lage
Die Einöde liegt am Mühlbach, dem rechten Oberlauf der Schwarzach. Die Kreisstraße SW 47/KT 43 führt an der Wiesen- und Greuthermühle vorbei zur Kreisstraße KT 42 bei Bimbach (1,5 km westlich) bzw. nach Oberschwarzach zur Staatsstraße 2272 (0,3 km nordöstlich).

## Geschichte
Mit dem Gemeindeedikt (frühes 19. Jahrhundert) wurde Steinmühle der neu gebildeten Ruralgemeinde Oberschwarzach zugewiesen. Heute ist in Steinmühle das Erich Kästner Kinderdorf untergebracht, das dem Dachverband SOS-Kinderdorf angehört.